# Teodoro Valfré di Bonzo

Escudo de armas del cardenal Teodoro Valfrè di Bonzo

Teodoro Valfrè dei conti di Bonzo (Cavour, 21 de agosto de 1853-Roma, 25 de junio de 1922) fue un cardenal italiano.
Nacido en 1853 en la provincia de Turín, estudió teología en el seminario arquidiocesano en la capital del Piamonte. El 10 de junio de 1876 fue ordenado sacerdote y recibió su doctorado el 17 de julio, continuó sus estudios en Roma hasta titularse en Derecho Canónico en 1880. Asistió en la Pontificia Academia Eclesiástica. Elegido obispo de Cuneo el 27 de marzo de 1885, siendo consagrado por el arzobispo de Turín, Gaetano Alimonda, el 3 de mayo. Trasferido a la sede de Como el 18 de marzo de 1895 como asistente del trono papal. El 3 de marzo de 1905 pasó a la sede de Vercelli. El 13 de septiembre de 1916 fue nombrado arzobispo de Trebisonda y nuncio apostólico en el Imperio austrohúngaro. El 18 de septiembre de 1919 es nombrado cardenal en Santa María sopra Minerva y prefecto de la Congregación para los Institutos de Vida Consagrada y las Sociedades de Vida Apostólica el 6 de marzo de 1920. Participó del Cónclave de 1922. Murió poco después. Fue enterrado en el cementerio de Bra.